# Шуринов, Михаил Петрович
Михаил Петрович Шуринов (1827, Скопин, Рязанская губерния — 1889, Ломжа, Царство Польское) — чиновник особых поручений при Министре Государственных имуществ; начальник таможни. 

## Биография
Родился 8 (20) января 1827 года в дворянской семье П. Н. Шуринова в Скопине Рязанской губернии, где в то время служил его отец. В Покровской церкви Скопина был крещён 11 января 1827 года.
Окончил со степенью кандидата прав юридический факультет Харьковского университета и был определён в штат канцелярии военного губернатора Гродно и гродненского гражданского губернатора. Произведён в коллежские секретари 13 октября 1850 года и в следующем году был определён старшим помощником правителя канцелярии. С 4 декабря 1857 года стал служить в Министерстве государственных имуществ; проводил инспекции состояния государственных лесов в Воронежской, Нижегородской, Тамбовской губерниях. В феврале 1860 года был назначен исполняющим должность чиновника особых поручений при министре. «За отлично усердную службу и особые труды»  27 апреля 1860 года был награждён орденом Св. Станислава 2-й степени с императорской короной. В конце 1863 года был переведён в Инспекторский Департамент Морского министерства. 
Затем служил начальником таможни в Вержболово — первой и долгое время крупнейшей таможни России (в месте пересечения границы России с Германией). Жил в Литве и имел собственный дом в Вильно. В этот период, его дети обучались в Виленской гимназии вместе с детьми А. Д. Столыпина, в том числе с Петром Столыпиным.
Был председателем контрольной палаты трёх губерний Царства Польского: Ломжинской, Пхацкой и Сувалкской. 
Был женат на Елизавете Андреевне Бахтиной (1832—1915) — из тульского рода Бахтиных. Их дети: Александр, Мария, Пётр, Елизавета, Сергей, Дмитрий, Павел (1872—1953), Екатерина, Георгий (1875—1913). 
Умер 19 (31) декабря 1889 года в городе Ломже Царства Польского.